# Эффект помидора
Эффект помидора — психологический эффект, когда полезное считается бесполезным или даже вредным (по аналогии с эффектом плацебо или с эффектом ноцебо). Например, эффектом помидора называют неприятие действенных препаратов для терапии заболеваний, поскольку данные препараты не соответствуют текущему представлению о причинах и протекании рассматриваемой болезни. Название эффекта связано с тем фактом, что до конца XIX века в северной Америке помидоры были исключены из рациона питания, так как бытовало традиционное заблуждение о том, что они ядовиты. Если в Европе помидоры стали общепринятым пищевым продуктом к 1560-м годам, в Северной Америке употреблять их в пищу избегали до 1820-х годов.

## Примеры
Экстракт коры ивы, который народная медицина использовала для устранения боли и лихорадки при простуде, официальная медицина считала вредным до конца 1800-х годов, когда было обнаружено, что в экстракте содержится много салицилатов. Только с началом коммерческого производства ацетилсалициловой кислоты (также известной как Аспирин), экстракт коры ивы был реабилитирован. В 1753 году было установлено, что цингу можно лечить лимонным соком, но до открытия витамина С (середина 1800-х годов) этот факт у «официальной медицины» вызывал лишь смех. В Азии рис является основным (и в ряде случаев единственным) продуктом питания. До середины 1800-х годов было принято употреблять в пищу белый рис, для чего коричневый рис полировали, при этом удалялась рисовая кожица, источник витаминов (прежде всего, группы В). Авитаминоз стал причиной множества сердечно-сосудистых заболеваний у населения Юго-восточной Азии. Существовавшая в то время медицинская практика объясняла все заболевания микробными инфекциями, и считала лечение с помощью рисовых отрубей бесполезным и даже вредным. Польза витаминов, содержащихся в рисовых отрубях, нашла объяснение гораздо позже.